# Psiconautas, los niños olvidados
Psiconautas, los niños olvidados è un film d'animazione del 2015 diretto da Pedro Rivero e Alberto Vázquez.

## Distribuzione
Il titolo internazionale è Psiconautas: The Forgotten Children.